# Wiesław Piechocki

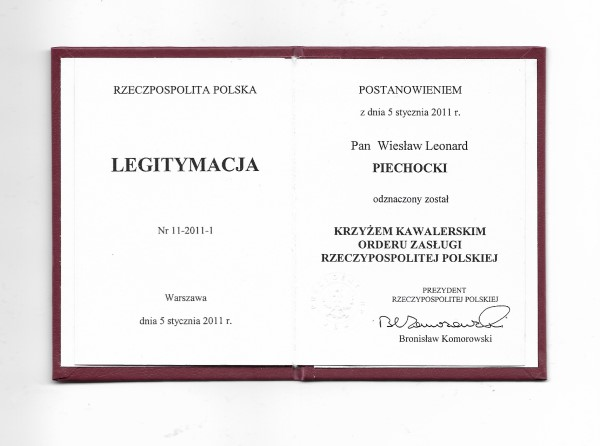
Krzyż Kawalerski Orderu Zasługi Rzeczypospolitej Polskiej

Wiesław Leonard Piechocki (ur. 6 listopada 1947 w Pyskowicach) – polsko-austriacki dziennikarz, nauczyciel języków, romanista. Autor licznych artykułów w prasie polonijnej Kanady, USA, Austrii, Szwajcarii.

## Życiorys
W roku 1965 zdał egzamin dojrzałości w rodzinnych Pyskowicach. W latach 1965–1970 studiował filologię romańską na Uniwersytecie Warszawskim. W r. 1974 uzyskał stopień doktora nauk humanistycznych. Tytuł rozprawy doktorskiej napisanej pod kierunkiem prof. Haliny Lewickiej: Metaforyka społeczno-polityczna w dziele Jules’a Vallès´a. Pracował jako asystent, potem adiunkt w Instytucie Romanistyki UW (1974–1981). W roku 1981 zdecydował się wraz z rodziną na opuszczenie Polski – przez Norwegię przedostał się do Austrii, gdzie poprosił o azyl. Mieszkał (1981–2018) w Feldkirch (Vorarlberg). W tym czasie pracował jako nauczyciel liceum w Vaduz, stolicy Księstwa Liechtenstein. Przez 31 lat codziennie przekraczał samochodem granicę Austria-Liechtenstein-Szwajcaria. Nauczał po niemiecku języków: francuskiego i łaciny, nieregularnie włoskiego i rosyjskiego. Równolegle był dziennikarzem w lokalnej gazecie „Volksblatt” w Vaduz. W archiwach Gartenpalais Liechtenstein in der Rossau, 1090 Wien, Liechtensteinstrasse prowadził badania naukowe na temat dynastii Liechtenstein i publikował regularnie artykuły (w języku niemieckim) o historii tej dynastii. Od roku 2018 mieszka w Wiedniu. Ma podwójne obywatelstwo: polskie i austriackie.

## Publikacje

### Artykuły, tłumaczenia, wiersze
- „Volksblatt” (Vaduz, Liechtenstein) – 539 artykułów (po niemiecku) o kulturze, sztuce, muzyce, historii oraz 54 teksty całostronicowe o dynastii Liechtenstein.
- „Nowy Kurier” (Toronto, Ontario) – 257 artykułów (po polsku) w latach 2000–2012.
- W prasie szwajcarskiej m.in.: „Ostschweiz” (Sankt Gallen) – czerwiec 2015, Vom Ingenieur zum Staatschef (o prezydencie Gabrielu Narutowiczu); „Ostschweiz” (Sankt Gallen) – październik 2015: Die Schweiz ist mein Mutterland, Polen mein Vaterland.

- Artykuły w periodykach polonijnych: (1) „Jupiter”, Wiedeń, Austria; (2) „Nowy Dziennik”, Nowy Jork, USA; (3) „Panorama Polska”, Edmonton, Kanada; (4) „Nasza Gazetka”, Zurych, Szwajcaria.
- Rozdział Nowoczesna europejska szkoła kolebką postępu do tomu Wizja Polski Warszawa 1995. ISBN 83-901776-1-7.
- Powrót do źródeł (rozmowa z Wielkim Mistrzem Krzyżackim), w: „Mówią wieki” 2010. Nr 2.
- Od  2022 publikuje artykuły (głównie reportaże z podróży) w internetowym „Przeglądzie Dziennikarskim”.
- Ma w swoim dorobku tłumaczenia wierszy Eugenio Montale z języka włoskiego i rumuńskiego (Lucian Blaga) na język polski dla „Literatury na świecie” (1975, 1976).
- Poezja naszych dni.  Warszawa: Wydawnictwo Borgis, 2023, s. 259-269. ISBN 978-83-67642-57-6.

### Publikacje książkowe
- (współautor) Rozmówki francuskie. Warszawa: Wiedza Powszechna, 1974. ISBN 83-214-0315-8.
- Okolice. Warszawa: Medyk sp. z o.o., 2005, 388 s. ISBN 83-89745-21-6. Jest to antologia reportaży, które ukazały się w dwutygodniku Polonii kanadyjskiej „Nowy Kurier” z Toronto.
- Lustro mojego czasu. Warszawa: Borgis, 2021, 440 s. ISBN 978-83-66616-85-1 (autobiografia)[2][8].

## Nagrody i odznaczenia
- Krzyż Kawalerski Orderu Zasługi Rzeczypospolitej Polskiej (2011)[9]

## Życie prywatne
- Żona Małgorzata, z domu Boguszewska, absolwentka SGGW w Warszawie. Mają trzy córki. Wszystkie ukończyły studia wyższe na „Wiener Universität”[10].